# Äquivalentzahl
Die Äquivalentzahl {\displaystyle n_{e}} oder z ist die Anzahl der bei einer elektrochemischen Reaktion ausgetauschten Elektronen. So ist z. B. die Äquivalentzahl der galvanischen Kupferabscheidung aus einer Kupfersulfatlösung gleich 2:
{\displaystyle \mathrm {\ {Cu}^{2+}+\ 2\ {e}^{-}\rightarrow \ {Cu}} }
Mit Hilfe der Äquivalentzahl kann eine Beziehung zwischen dem Stoffumsatz einer elektrochemischen Reaktion und dem Fluss des elektrischen Stroms bei dieser Reaktion hergestellt werden (s. u. Anwendung). Da der Stromfluss über eine Messung des elektrischen Stroms leicht erfassbar ist, lassen sich elektrochemische Reaktionen einfach quantitativ bestimmen.

## Definition
Die Äquivalentzahl z bezieht sich nicht auf eine Substanz, sondern auf das Verhalten einer Substanz in einer bestimmten Reaktion und entspricht dem früher verwendeten Begriff „Wertigkeit“.
Sie ist für folgende Reaktionen definiert:
- Redoxreaktion: z = Anzahl der ausgetauschten Elektronen, also der Betrag der Änderung der Oxidationsstufe
- Ionenreaktion: z = Betrag der Ladungszahl des Ions
- Neutralisation: z =  Anzahl der H+- od. OH−- Ionen, die das Teilchen austauscht.

Dies führt dazu, dass ein und dieselbe Substanz in unterschiedlichen Reaktionen unterschiedliche Äquivalentzahlen aufweisen kann. Beispiele dafür finden sich unter Elektrochemisches_Äquivalent #Wertetabelle, z. B. für Antimon, Blei usw.

## Anwendung
Aus dem Faradayschen Gesetz
{\displaystyle n={\frac {Q}{n_{e}\cdot F}}}
mit
- der abgeschiedenen Stoffmenge n
- der geflossenen Ladungsmenge Q
- der Faraday-Konstante F

folgt, dass sich aus der Äquivalenzzahl eines Stoffes in einer bestimmten elektrochemischen Reaktion und der anliegenden Stromstärke {\displaystyle I} mithilfe der Zusammenhänge
{\displaystyle Q=I\cdot t} (Zeit t)
sowie
{\displaystyle M={\frac {m}{n}}}
mit
- der Molmasse {\displaystyle M} des betrachteten Stoffes
- der abgeschiedenen Masse {\displaystyle m}

berechnen lassen:
- der Stoffmengenstrom {\displaystyle {\frac {n}{t}}={\frac {I}{n_{e}\cdot F}}={\frac {I\cdot {\ddot {A}}_{e}}{M}}}
- der Massenstrom {\displaystyle {\frac {m}{t}}={\frac {n}{t}}\cdot M=I\cdot {\ddot {A}}_{e}},

jeweils mit dem Elektrochemischen Äquivalent {\displaystyle {\ddot {A}}_{e}}.
So werden im o. g. Beispiel bei einem Stromfluss von 1 Ampere demzufolge 5,2·10−6 mol pro Sekunde = 1,2 g pro Stunde Kupfer (M = 63,55 g/mol) abgeschieden.